# Ga (Ethnie)
Die Ga, kulturell eng mit den Dangme verbunden und deshalb auch Ga-Adangme genannt, sind eine Ethnie, die in den westafrikanischen Staaten Ghana, Togo und Benin lebt. In Ghana leben die meisten Ga in der „Region Greater Accra“, in und in der Nähe von Ghanas Hauptstadt Accra. In der „Region Greater Accra“ leben etwa 625.000 Ga, in Togo etwa 32.000 und in Benin 8.600.  Die in Accra lebenden Ga bezeichnen sich als „Ga Mashi“, und in der Sprache der Ga nennen sich die Ga auch Ga mei, Ga Menschen.
Der erste Bauer, dem es in Ghana (Goldküste) gelang, eine produktive Kakaoplantage aufzubauen, war der Ga Tetteh Quarshie. Außerhalb Ghanas sind die Ga insbesondere in westlichen Kunstkreisen wegen der von ihnen verwendeten figürlichen Särge und wegen ihrer handgemalten Filmplakate bekannt. Sowohl ihre figürlichen Särge als auch die handgemalten Filmplakate werden regelmäßig in westlichen Kunstausstellungen gezeigt.

## Sprache
Ga sprechen eine Sprache, die ebenfalls Ga heißt und den Sprachen Dangme und Krobo ähnlich ist. Ga sprechen ca. 665.000 Menschen, was etwa drei Prozent der Ghanaer entspricht. Ga wird zu einer ethnolinguistischen Gruppe innerhalb der Kwa-Sprachen gezählt.

## Bekannte Ga
Politiker
- Joseph Arthur Ankrah (1915–1992), ehemaliger Staatschef Ghanas

Sportler
- Marcel Desailly (* 1968), ehemaliger französischer Fußballnationalspieler

Ga Künstler
- Eric Adjetey Anang (* 1985), Sarg-Künstler
- Ataa Oko (1919–2013), Sänften- und Sargkünstler, Art-brut-Maler
- Kudjoe Affutu (* 1985), Sarg-Künstler
- Paa Joe (* 1947), Sänften- und Sarg-Künstler